# Związek Kosynierów
Związek Kosynierów – tajna polska organizacja niepodległościowa, działająca w Wielkopolsce w latach 1820–1826.
Powstała na fundamencie rozwiązanej loży poznańskiej Wolnomularstwa Narodowego. Działaczom poznańskim nie odpowiadał bowiem quasimasoński charakter tej organizacji i jej związki z cesarzem Aleksandrem I. Na czele utworzonego Związku Kosynierów stanął gen. Stanisław  Kostka Mielżyński. Delegatem na Królestwo Polskie został gen. Jan Nepomucen Umiński. On też w maju 1821 przeprowadził rozmowy zjednoczeniowe w Warszawie, zakończone przekształceniem Wolnomularstwa Narodowego w Narodowe Towarzystwo Patriotyczne, któremu podporządkował się Związek Kosynierów. Działaczami Związku Kosynierów byli m.in. Ignacy Prądzyński, Maciej Mielżyński i Ludwik Paweł Sczaniecki.
Rozbity  został w 1826, w związku z dekonspiracją Narodowego Towarzystwa Patriotycznego w Królestwie Polskim.